# Elvis Afrifa
Elvis Afrifa (30 novembre 1997) è un velocista olandese.

## Biografia
Ha esordito in una grande rassegna internazionale agli europei di Berlino 2024, terminando al 4º posto nella staffetta 4×100 m, corsa con Taymir Burnet, Joris van Gool e Raphael Bouju.
Ai campionati europei di Roma 2024 ha vinto la medaglia d'argento nella staffetta 4×100 m, assieme a Taymir Burnet, Xavi Mo-Ajok e Nsikak Ekpo.

## Palmarès
| Anno | Manifestazione  | Sede      | Evento     | Risultato | Prestazione | Note             |
| ---- | --------------- | --------- | ---------- | --------- | ----------- | ---------------- |
| 2022 | Europei         | Monaco    | 4×100 m    | 4º        | 38"83       |                  |
| 2024 | Europei         | Roma      | 4×100 m    | Argento   | 38"46       |                  |
| 2024 | Giochi olimpici | Parigi    | 4x100 m    | Batteria  | 38"48       |                  |
| 2025 | Europei indoor  | Apeldoorn | 60 m piani | 4º        | 6"55        | Record nazionale |
| 2025 | World Relays    | Guangzhou | 4x100 m    | Batteria  | 38"20       |                  |

## Altre competizioni internazionali
2025
- Argento ai Campionati europei a squadre di atletica leggera ( Madrid), 100 m piani - 10"10
- Oro ai Campionati europei a squadre di atletica leggera ( Madrid), 4x100 m - 37"87